# Armand Vallée
Abbé de Saint-Brieuc, Armand Vallée « Yvon » (1909-1945) fut un résistant français proche du groupe Nord du Mouvement de Libération Nationale en zone occupée, ou Combat Zone Nord.

## Biographie

### Campagne de 1940
Engagé au 271e régiment d’infanterie, cité pour sa bravoure, comme brancardier et comme aumônier, pendant la campagne de 1940, il reçoit la croix de guerre.
Fait prisonnier, il est libéré au bout de six mois.

### Résistance
L’abbé connait le Révérend Père Michel Riquet, Robert Guédon et Claude Bourdet, c’est un familier des cercles démocrates-chrétiens tenus rue de Verneuil chez André Noël et des réunions organisées chez Denise Lauvergnat par Jane Sivadon.
Avec son ami l’abbé Portier, il publie un journal clandestin, Veritas.

### Captivité
Le 6 février 1942, arrêté par la Geheime Feldpolizei, Armand Vallée est incarcéré à la prison de Fresnes.
Le 9 juillet 1942, en vertu du décret Nacht und Nebel, il est déporté à la prison de Sarrebruck.
Le 15 octobre 1943, il est condamné à 5 ans de travaux forcés par le 2e sénat du Volksgerichtshof.
Il est transféré au bagne de Sonnenburg le 8 novembre 1943, puis au camp de Sachsenhausen le 14 novembre 1944.
Le 13 février 1945, avec les malades et les éclopés de « Sachso », Armand est expédié au camp de Mauthausen.
Il meurt d’épuisement, le 29 mars 1945, ayant jusqu’au bout clandestinement exercé son sacerdoce.

## Distinctions
- Chevalier de la Légion d'honneur[Quand ?]
- Croix de guerre 1939–1945

## Odonymie
- Une rue de Saint-Brieuc porte son nom[3].

## Gallica
La Bibliothèque Nationale (Tolbiac) conserve deux numéros de Veritas disponibles en ligne.
- n°2 (25 août 1941) https://gallica.bnf.fr/ark:/12148/bpt6k8790062.image
- n°3 (18 octobre 1941) https://gallica.bnf.fr/ark:/12148/bpt6k879007f.image

## Sources
- Archives nationales.
- Bibliothèque Nationale.
- Musée de la Résistance et de la Déportation de Besançon.
- BDIC (Nanterre).